# مارغريت روس بارنت
مارغريت روس بارنت (بالإنجليزية: Marguerite Ross Barnett)‏ هي مديرة أكاديمية أمريكية، ولدت في 21 مايو 1942 في شارلوتسفيل في الولايات المتحدة، وتوفيت في 26 فبراير 1992 في وايلوكو ‏ في الولايات المتحدة.